# Gulshan Grover
Gulshan Grover (ur. 21 września 1955) – indyjski aktor. Ukończył w Delhi Delhi University. Sławny z ról negatywnych. Popularność zyskał grając negatywne role w filmach z Shah Rukh Khanem i Juhi Chawla – Yes Boss, Ram Jaane i Duplicate. Gra też w filmach hollywoodzkich.

## Wybrana filmografia
- Anamika (2008)
- mr.Gulsan grover (film) (2007)
- Prisoners of the Sun (film) (2007)
- Parinayam (2006)
- My Bollywood Bride (2007)
- Fool and Final 2007
- Family: Ties of Blood (2006)
- Aryan (2006)
- Tom, Dick, and Harry (2006)
- Gangster (2006)
- Shaadi Se Pehle (2006)
- Sweet Amerika (2006) IMDB directed by R. Paul Dhillon
- Mere Jeevan Saathi (2006)
- Ek Khiladi Ek Haseena (2005)
- Dus (2005)
- Subash Chandra Bose (2005)
- Balu ABCDEFG (2005)
- Dil Maange More (2004)
- Boom (2003)
- Khel (2003)
- 3 Deewarein (2003)
- Paap (2003)
- Chalo Ishq Ladaaye (2002)
- Dil Vil Pyar Vyar (2002)
- 16 December (2002)
- Bas Itna Sa Khwaab Hai (2001)
- Moksha: Salvation (2001)
- Tail Sting (2001)
- Hera Pheri (2000)
- The Second Jungle Book: Mowgli & Baloo (1998)
- Duplicate (1998)
- Yes Boss (1997)
- Raja Ki Aayegi Baraat (1996)
- Criminal  (1994)
- Mohra (1994)
- Raja Babu (1994)
- Kurbaan (1991)
- Ram Lakhan  (1989)
- Avtaar (1983)
- Rocky (1981)